# كراولينغ
كراولينغ، (بالإنجليزية: Crawling)‏ هي أغنية من إنتاج فرقة الروك الأمريكية لينكين بارك من الألبوم هايبرد ثيوري المُصدَر عام 2000. أُصدرت الأغنية في الأول من مارس 2001 وهي ثاني أغنية منفردة في الألبوم. حازت الأغنية على جائزة غرامي لـ«أفضل أداء هارد روك». توجد لها نسخة مزجية في الألبوم ريأنيميشن المُصدَر عام 2002. حازت الأغنية على المرتبة رقم 16 في المملكة المتحدة، والمرتبة رقم 79 في الولايات المتحدة.